# Мини Израел
31° 50′ 32.97″ N 34° 58′ 2.1″ E / 31.8424917° С; 34.967250° И
Мини Израел (хебр. מיני ישראל) је минијатурни парк који се налази у близини Латрунa (Израел), у Аиалон долини. Отворен је у новембру 2002. Сајт садржи минијатурне реплике стотине зграда и знаменитости у Израелу. Туристичка атракција се састоји од око 350 минијатурних модела, који су у скали од 1:25.